# Escut de Montoliu de Lleida
L'escut oficial de Montoliu de Lleida té el següent blasonament:
Escut caironat: d'argent, un món de sinople creuat i cintrat d'or. Per timbre una corona mural de poble.

## Història
Va ser aprovat el 13 de desembre de 1988 i publicat al DOGC el 4 de gener de l'any següent amb el número 1089.
El món és un senyal parlant referent al nom del poble.